# Excelsior Veldwezelt
Excelsior Veldwezelt byl belgický fotbalový klub sídlící ve městě Veldwezelt. Klub byl založen v roce 1942, zanikl v roce 2013 díky špatné finanční situaci.

## Umístění v jednotlivých sezonách
| Sezóny  | Liga               | Úroveň | Z  | V  | R | P  | VG | OG | +/- | B  | Pozice |
| ------- | ------------------ | ------ | -- | -- | - | -- | -- | -- | --- | -- | ------ |
| 2007/08 | Division 3 – sk. B | 3      | 28 | 7  | 5 | 16 | 26 | 42 | -16 | 26 | 12.    |
| 2008/09 | Division 3 – sk. B | 3      | 30 | 10 | 8 | 12 | 45 | 46 | -1  | 38 | 9.     |
| 2009/10 | Division 3 – sk. B | 3      | 33 | 6  | 8 | 19 | 30 | 54 | -24 | 26 | 17.    |
| 2010/11 | Promotion – sk. C  | 4      | 30 | 19 | 3 | 8  | 50 | 30 | +20 | 60 | 2.     |
| 2011/12 | Promotion – sk. C  | 4      | 30 | 14 | 6 | 10 | 56 | 43 | +13 | 48 | 6.     |